# Newsome
Newsome – wieś w Anglii, w hrabstwie ceremonialnym West Yorkshire, w dystrykcie metropolitalnym Kirklees. Leży 25 km na południowy zachód od miasta Leeds i 261 km na północny zachód od Londynu. W 2011 miejscowość liczyła 19 837 mieszkańców. Newsome jest wspomniana w Domesday Book (1086) jako Neusone.